# Austrochaperina
Austrochaperina là một chi động vật lưỡng cư trong họ Nhái bầu, thuộc bộ Anura. Chi này có 24 loài và 4% bị đe dọa hoặc tuyệt chủng.